# رلیجلس
رلیجلس (به انگلیسی: Religulous) (تلفظ می‌شود راهنما:الفبای آوانگاری بین‌المللی انگلیسی) نام فیلمی است که در سال ۲۰۰۸ و در سبک کمدی به نویسندگی و نقش‌آفرینی بیل مار ایجاد شد. کارگردانی این اثر را لاری چالز بر عهده داشت. نام این فیلم را می‌توان با توجه به گفتهٔ بیل مار که از ترکیب دو واژهی دین (به انگلیسی: religion) و ریشخند (به انگلیسی: ridiculous) است را «دینخند» نامید. چرا که در تمام طول مدت فیلم که به صورت مستند نیز هست، عقاید و اعتقادات دینی را مسخره می‌نماید.

## محتوا
بیل مار با سفر به نقاط مختلفی از جهان، به بررسی محدوده‌ای از دیدگاه‌هایِ متنوعی که دربارهٔ دین در جهان وجود دارد می‌پردازد. از میان این نقاط می‌توان به اورشلیم (بیت‌المقدس)٬ واتیکان ٬سالت‌لیک‌سیتی اشاره نمود. بیل مار، به مصاحبه با پیروان ادیان و گروه‌های مختلفی از معتقدان به آیین‌های مختلف می‌پردازد. از این میان می‌توان به افرادی از اعضای سابق و فعلی گروه‌هایی از یهودیان برای مسیح٬ مسلمانان ٬مسیحیان ٬مورمونها  و یهودیت حسیدی  اشاره‌کرد. مار، همچنین به گوشه سخنرانی در هاید پارک لندن رفت و با مسخره کردن به «ترویج» عقاید ساینتولوژی پرداخت. 

## تولید
بیل مار گفته بود از نامی تقلبی، سفری روحانی، برای آن‌که بتواند افراد را برای مصاحبه دعوت نماید، استفاده کرده‌است. کن هَم، از طرفداران نظریهٔ خلفت و عضو گروه پاسخ در آفرینش است، که در فیلم نیز حضور دارد، در مصاحبه‌ای این‌کار بیل مار را که برای گرفتن مصاحبه از وی نیز صورت گرفت را فریبکارانه توصیف نمود. 
این مستند توسط شرکت تاوزند ورد(هزاران کلمه) ساخته و توسط سرگرمی لایون گیتس توزیع شد.

## پذیرش
دیدگاه‌هایی که بر دین‌خند ارائه شد، غالباً مثبت بود. اگرچه بعضی از نظرات هم مثبت و هم منفی بود. راتن تومیتوس براساس ۱۳۹ نظر ثبت شده که با ۷۰درصد درجهٔ «تازه» به این فیلم داد.

## تک‌گویی
این فیلم با تک‌گویی شروع و به پایان می‌رسد. هر دو تک‌گویی در مکانی با نام مگیدو که در اسراییل قرار دارد. بیل مار فیلم را با این جمله آغاز می‌کند :
اینجاست.... بسیاری از مسیحیان بر آن عقیده‌هستند که جهان در این‌جا به پایان می‌رسد. به این مکان مگیدو می‌گویند و...در کتاب مقدس مسحیان آمده که عیسی مسیح به آنجا آمد تا جهان با به پایان رساند و پیروانش را نجات خواهد داد. هنگامی که کتاب مقدس نگاشته می‌شد، تنها خدا این توانایی را داشت که جهان را نابود سازد اما امروز انسان هم می‌تواند٬ ...پیش از آنکه یا بگیرد که عقلانی باشد، یاد گرفت که جگونه سلاح هسته‌ای بسازد...
او گفتارش را با این عبارت که :
 بیش از آنکه از پیشگویی متنفر باشم، از پیشگویی خود برآورده‌ساز متنفرم
در بخش پایانی که نیز که با نشان دادن تصاویری از ادیان و آیین‌های متفاوتی به همراه است به ابراز نظر می‌پردازد. در ابتدای بخش پایانی نیز از محل مگیدو به ارائه برنامه‌اش می‌پردازد.
 اینجا به نظر ساکت است، ولی اعتقاد بر این است که جهان اینجا به پایان می‌رسد... حقیقت ساده آن است که دین باید بمیرد تا انسان به زندگی‌اش ادامه دهد.. زمان درگذر است و فرصت اندک ...موعظه‌گران برده‌دارانِ ذهنی هستند... دین خطرناک است چراکه به انسان اجازه می‌دهد به این موضوع فکر کند که همهٔ جواب‌ها را می‌داند، اما نمی‌داند. به همین دلیل باید ضذِدین‌ها به انزوایشان پایان دهند و کنترل را در اختیار بگیرد.
او این تک
تک‌گویی‌اش را با این جمله به پایان می‌رساند:
 سرانجامِ کار این است٬ بزرگ شو یا بمیر
در نهایت فیلم به جملهٔ جورج بوش٬ ما در جنگی بین خوب و بد قرار داریم، به پایان می‌رسد.